# Världens Frälsare kom här

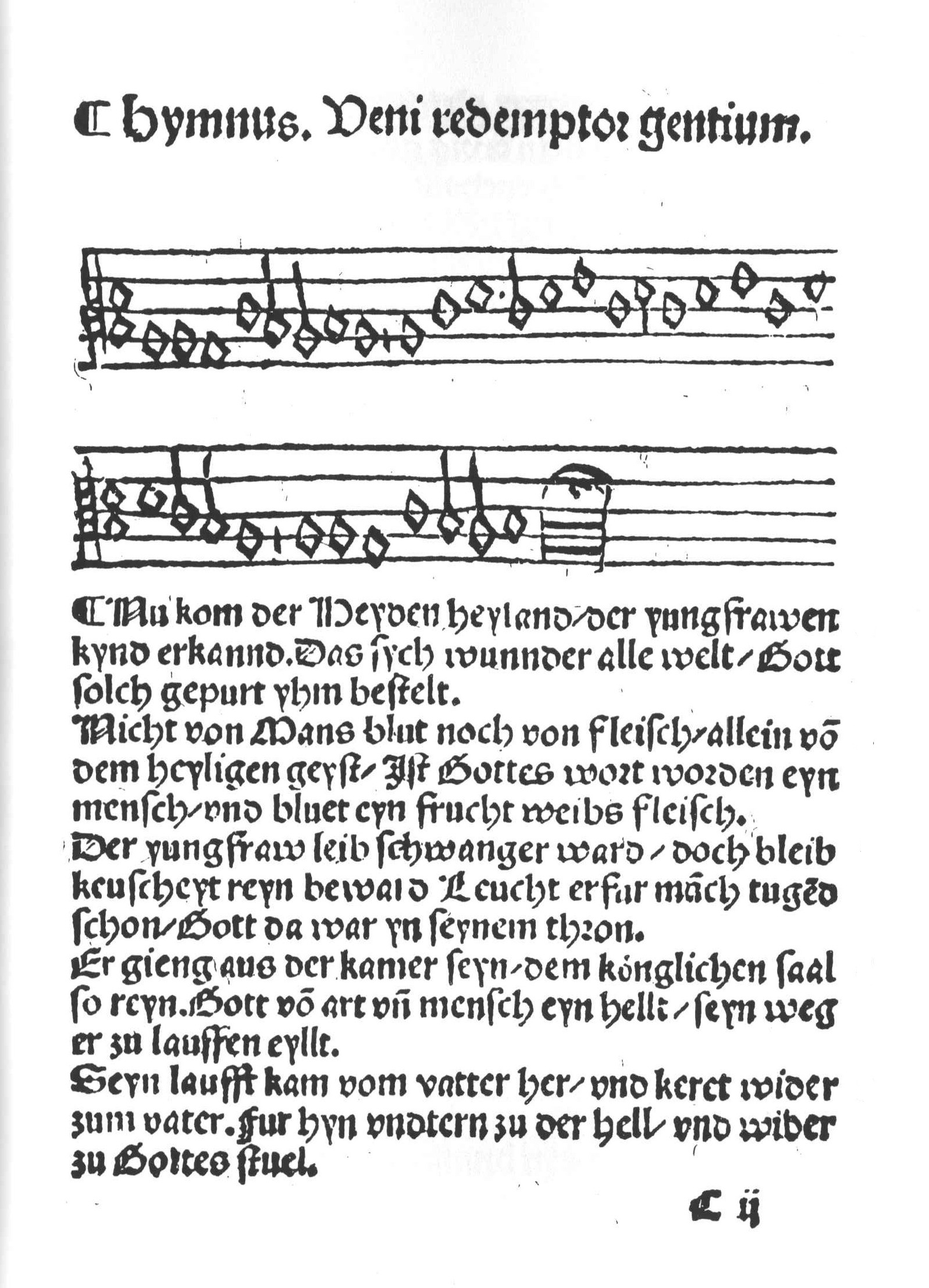
Tryckt i Erfurter Enchiridion 1524

Världens Frälsare kom här är psalmbokens äldsta psalm med titeln Veni Redemptor gentium, skriven på 300-talet av biskop Aurelius Ambrosius av Milano, som avled år 397. Texten översattes till tyska i Erfurt 1524 av Martin Luther, (Nun komm der Heiden Heiland) för Eyn Enchiridion. Redan tolv år senare (1536) översatte Olaus Petri den till svenska för psalmboken Swenske Songer eller wisor 1536. Olaus Petris översättning har senare bearbetats av flera författare, bland andra Johan Olof Wallin 1816 och det är denna version som återfinns både i 1819 och 1937 års psalmböcker. I de två versionerna är skillnaden enbart moderniserad stavning och enstaka ordmoderniseringar.
Melodin är troligen ungefär lika gammal som texten. Det anses inte uteslutet att även den är av Ambrosius. Melodin i Swenske Songer eller wisor 1536 (se källa Sibelius-Akademin nedan) är inte densamma som i Haeffners koralbok men däremot mycket lik melodin i Leverths revision 1906 av Haeffners koralbok. En melodi publicerades i Erfurt 1524 med Martin Luthers översättning. Samma melodi används numera till lovpsalmen Gud, vår Gud, för världen all (nr 242 i 1937; nr 99 i 1986). 
I 1819 års psalmbok anges att melodin till nr 29 Lova Herren Gud, min själ! kan användas som alternativ och beskrivs där som "svenskt ursprung; åldern oviss".
Enligt 1921 års koralbok med 1819 års psalmer har psalmen en A- och en B-melodi där den senare är hämtade ur Freylinghausens koralbok Gesangbuch från 1704.

## Text
| Ambrosius | Luther | Olaus Petri |
| --- | --- | --- |
| Veni, redemptor gentium; Ostende partum virginis; Miretur omne saeculum. Talis decet partus Deo. Non ex virili semine, Sed mystico spiramine Verbum Dei factum est caro, Fructusque ventris floruit. Alvus tumescit virginis. Claustrum pudoris permanet; Vexilla virtutum micant, Versatur in templo Deus. Procedit e thalamo suo, Pudoris aula regia, Geminae gigans substantiae Alacris ut currat viam. Egressus eius a Patre, Regressus eius ad Patrem; Excursus usque ad inferos Recursus ad sedem Dei. Aequalis aeterno Patri, Carnis tropaeo accingere, Infirma nostri corporis Virtute firmans perpeti. Praesepe iam fulget tuum, Lumenque nox spirat novum, Quad nulla nox interpolet Fideque iugi luceat. Gloria tibi, Domine, Qui natus es de virgine, Cum Patre et Sancto Spiritu, In sempiterna saecula. | Nu kom der Heyden heyland / der yungfrawen kynd erkannd. Das sych wunnder alle welt / Gott solch gepurt yhm bestelt. Nicht von Mans blut noch von fleisch / allein von dem heyligen geyst / Ist Gottes wort worden eyn mensch / vnd bluet eyn frucht weibs fleisch. Der yungfraw leib schwanger ward / doch bleib keuscheyt reyn beward Leucht erfar manch tugend schon / Gott da war yn seynem thron. Er gieng aus der kamer seyn / dem könglichen saal so reyn. Gott von art vnd mensch eyn hellt / seyn weg er zu lauffen eyllt. Seyn laufft kam vom vatter her / vnd keret wider zum vater. Fur hyn vndtern zu der hell / vnd wider zu Gottes stuel. Der du bist dem vater gleich / fur hynnaus den syeg ym fleisch / das dein ewig gots gewalt / ynn vnns das kranck fleysch enthallt. Dein kryppen glentzt hell vnd klar / die nacht gybt eyn new liecht dar / tunckel muß nicht komen dreyn / der glaub bleib ymer ym scheyn. Lob sey Gott dem vatter thon / Lob sey got seym eyngen son. Lob sey got dem heyligen geyst / ymer vnnd ynn ewigkeyt. | Verldenes frelsare kom här/ lät see at iungfru moder är/ alt werlden må thet vndia sich/ een sådana byrd höffdes tich Aff mandz hielp är the ey så skiedt/ gud sielff haffuer sijn krafft beteedt/ gudz ord är här nuu wordet köt/ aff iungfru lijffue är thet födt Jungfrunes qwid här fructsam war/ men iungfrudomen bleeff doch qwar/ gudz stora krafft lät sich skina/ werkandes j temple sina Aff himmels throne kom här nidh/ en starck kempe och baar oss fridh/ han är nuu både gud och man/ then som oss allom hielpa kan Frå fadren han vtgongen är/ sann mandom han til fadren bär/ hans welle går offuer all land/ och sitter på gudz högro hand Så stor som fadrenz är hans mact/ döden haffuer han niderlagdt/ heluetis krafft hon gaffe ther widh/ at hennes förste lagdes nidh Äära och prijs skee fadrenom/ teslikes ock så sonenom/ them helga anda skee också / at ther är ingen ende på |

## Publicerad i
- Swenske Songer eller wisor 1536 med titeln Verldenes frelsare kom här under rubriken "Veni redemptor".[1]
- Een liten Songbook under rubriken "De Adventu domini".[2]

- 1572 års psalmbok med titeln WERldennes Frelsare kom här under rubriken "Någhra Hymner och andra Loffsonger om Christi födelse".[3]

- Göteborgspsalmboken under rubriken "Om Christi Födelse".[4]
- 1695 års psalmbok som nr 121 under rubriken "Jule-högtids Psalmer - Om Christi
- 1819 års psalmbok som nr 58 under rubriken "Jesu kärleksfulla uppenbarelse i mänskligheten: Jesu födelse (julpsalmer)".
- 1937 års psalmbok som nr 58 under rubriken "Jul".
- Bibeltrogna Vänners Tillägg 1980 som nr 715
- 1986 års psalmbok som nr 112 under rubriken "Jul".
- Finlandssvenska psalmboken 1986 som nr 15 med titelraden "Världens Frälsare är här", under rubriken "Jul".
- Lova Herren 1988 som nr 95 under rubriken "Jul".